# ジェシー・スペンサー
ジェシー・ゴードン・スペンサー（Jesse Gordon Spencer, 1979年2月12日 - ）は、オーストラリアの男優。
ドラマ『ネーバーズ』のビリー・ケネディーや医療ドラマ『Dr.HOUSE』のロバート・チェイス医師役などで知られる。

## 来歴

### 生い立ち
オーストラリアのメルボルン生まれ。3人の兄妹（男兄2人、女1人）がおり、父は開業医をしている。兄2人も、父と同じく医師を職業としている。

### 俳優活動
1994年から2000年までの6年間の間に演じたオーストラリアのドラマ『ネーバース』のビリー・ケネディー役で認知されるようになった。その後、映画『神学校の死』『アップタウン・ガールズ』『スイミング・アップストリーム』などに出演。
アメリカ合衆国に活動の拠点を移し、医療ドラマ『Dr.HOUSE』に於いて医師ロバート・チェイスを演じている。2006年には、同ドラマで同僚の医師を演じているジェニファー・モリソンと映画『フローリッシュ』で共演した。

## 私生活
2006年12月末日、ドラマ『Dr.HOUSE』で共演しているジェニファー・モリソンとの婚約を連名で発表。しかしその後、"検討の末、結婚を取り辞める事にした"として両者の婚約は解消された。
音楽家としてヴァイオリン、ギター、ピアノを演奏する面も持つ。しかし、兄2人が父と同様に医者であったために家族の中ではひとり浮いていたのだという。

## フィルモグラフィー

### 映画
| 年   | 邦題/原題                                                  | 役名                                | 備考 |
| ---- | ---------------------------------------------------------- | ----------------------------------- | ---- |
| 2001 | ザ・タリスマン Curse of the Talisman                       | ジェレミー・キャンベル              |      |
| 2001 | スーパーツインズ 恋のロンドン旅行 Winning London           | ロード・ジェームズ・ブラウニングJr. |      |
| 2002 | ザ・サバイバー 漂流者 Stranded                             | フリッツ・ロビンソン                |      |
| 2003 | アップタウン・ガールズ Uptown Girls                        | ニール・フォックス                  |      |
| 2003 | アダム・ダルグリッシュ警視 神学校の死 Death in Holy Orders | ラファエル・アーバスノット          |      |

### テレビ
| 年          | 邦題/原題                             | 役名               | 備考                         |
| ----------- | ------------------------------------- | ------------------ | ---------------------------- |
| 1994        | タイムトラックス Time Trax            | 若い頃のビル       |                              |
| 2004 - 2012 | Dr.HOUSE House                        | ロバート・チェイス | メインキャスト 171エピソード |
| 2012-       | シカゴ・ファイア Chicago Fire         | マシュー・ケイシー | 主演                         |
| 2013        | フィニアスとファーブ Phineas and Ferb | リアム             | 声の出演 1エピソード         |
| 2014-       | シカゴ P.D. Chicago P.D.              | マシュー・ケイシー | ゲスト出演 7エピソード       |
| 2017-       | シカゴ・メッド Chicago Med            | マシュー・ケイシー | ゲスト出演 4エピソード       |